# Ridge Racer (игра, 2011)
Ridge Racer (также известна как Ridge Racer Vita) — гоночная игра в одноимённой серии игр. Первый и единственный проект японского разработчика Cellius, который закрылся спустя некоторое время после выхода игры. Издателем выступила компания Namco Bandai Games. Является эксклюзивом портативной консоли PlayStation Vita и одной из игр стартовой линейки.

## Игровой процесс
Как и прошлые игры, Ridge Racer является аркадной гонкой с большим уклоном в дрифтинг для того, чтобы накапливать заряд ускорений с помощью систем закиси азота. В базовой игре имеется 3 трассы, а также 6 песен, которые играют во время игрового процесса.

### Загружаемый контент
К игре было выпущено 6 дополнительных трасс в качестве загружаемого контента, а также 20 наборов песен (по 4 песни в каждом наборе). В игру также добавляли новые машины.
Помимо обычных машин, в игру была добавлена гоночная машина Хорнет из игры Daytona USA производства SEGA с эксклюзивной песней, записанной композитором игры Такенобу Мицуёси, а также машины с брендом The Idolmaster.

## Оценки и мнения
| Сводный рейтинг    | Сводный рейтинг |
| Агрегатор          | Оценка          |
| ------------------ | --------------- |
| GameRankings       | 46,78 %         |
| Metacritic         | 44/100          |
| Иноязычные издания |                 |
| Издание            | Оценка          |
| Eurogamer          | 3/10            |
| Game Informer      | 5/10            |
| GameSpot           | 3/10            |
| GameTrailers       | 4.5/10          |
| IGN                | 3/10            |
| The A.V. Club      | D               |
| The Digital Fix    | 5/10            |

Игра получила преимущественно отрицательные отзывы публики из-за малого количества контента в базовой игре, считая, что игра не является полноценной, а лишь «технодемо», которое продают за полную розничную цену.
Спустя некоторое время после выхода игры, студия Cellius закрылась из-за плохих продаж игры.